# Hyères Toulon Var Basket
Hyères Toulon Var Basket ist ein französischer Basketballverein aus Hyères und Toulon in der Region Provence-Alpes-Côte d’Azur. Die erste Mannschaft spielt in der zweithöchsten nationalen Spielklasse, der LNB Pro B.

## Geschichte

### Gründung
1990 schlossen sich die Basketballabteilungen des Club Sportif Toulonnais und des Omni Sport Hyerois zusammen, um nach dem Aufstieg des Club Sportif Toulonnais gemeinsam in der zweithöchsten Spielklasse Nationale 1B anzutreten.
In den 90er Jahren spielte die Mannschaft in der Nationale 1B bzw. Pro B (Umbenennung zur Saison 1993/94). Am Ende der Saison 2000/01 gewann Hyères Toulon die Playoffs der Pro B und qualifizierte sich damit zum ersten Mal in der Geschichte für die LNB Pro A.

### Aufstieg in die Pro A
Nach dem Aufstieg zur Saison 2001/02 konnte sich die Mannschaft in der unteren Tabellenhälfte der LNB Pro A etablieren.
In der Saison 2008/09 nahm Hyères Toulon an der EuroChallenge 2008/09 teil. In der Qualifikation konnte man sich in Runde 1 gegen KK Cedevita Zagreb und in Runde 2 gegen CSU Asesoft Ploiești durchsetzen. Die erste Gruppenphase beendete man allerdings nur auf Rang 3 und schied aus.
In den Spielzeiten 2007/08 und 2010/11 konnte Hyères Toulon sich für die Playoffs der Pro A qualifizieren, scheiterte jedoch beide Male bereits im Viertelfinale.
Die Saison 2011/12 schloss man nach nur 3 Siegen und 27 Niederlagen auf dem letzten Tabellenplatz ab. Dies bedeutete nach 11 Spielzeiten in der höchsten Liga den Abstieg in die Pro B.

### Abstieg in die Pro B
Ab der Saison 2012/13 spielte Hyères Toulon Var Basket erneut in der zweithöchsten Spielklasse LNB Pro B.
Die Saison 2015/16 beendete man als Hauptrundenerster der LNB Pro B und sicherte sich damit den Wiederaufstieg in die LNB Pro A zur Saison 2016/17.